# الكوكب الدري على جامع الترمذي
الكوكب الدري على جامع الترمذي كتاب من تأليف رشيد أحمد الكنكوهي - محمد يحي بن محمد إسماعيل الكاندهلوي، حققه الأستاذ المحقق محمد زكريا بن محمد يحي الكاندهلوي.
- نشرته لجنة العلماء لكهنؤ بالهند سنة 1395هـ - 1975م وهو في 4 مجلدات

## وصلات خارجية
- لتحميل الكتاب
- المكتبة الوقفية